# Suburban Teenage Wasteland Blues
Suburban Teenage Wasteland Blues è il secondo album del gruppo punk rock Strung Out, pubblicato il 5 maggio 1996 dalla Fat Wreck Chords.

## Tracce
1. Firecracker
2. Better Days
3. Solitaire
4. Never Good Enough
5. Gear Box
6. Monster
7. Bring Out Your Dead
8. Rotten Apple
9. Radio Suicide
10. Somnombulance
11. Six Feet
12. Speed Ball
13. Wrong Side Of The Tracks

## Formazione
- Jason Cruz - voce
- Jake Kiley - chitarra
- Rob Ramos - chitarra
- Jim Cherry - basso
- Jordan Burns - batteria